# Charles Paul Wilp
Charles Paul Wilp (* 15. September 1932 in Witten; † 2. Januar 2005 in Düsseldorf) war ein deutscher Werbefachmann, Künstler, Fotograf und Regisseur von Kurzfilmen.

## Familie und Jugend
Wilp wurde am 15. September 1932 als Sohn eines Dachdeckermeisters in Witten geboren und verbrachte dort auch seine ersten Lebensjahre. Er selbst behauptete, dass sein Vater Paul Max Wilp im Ölsaatengeschäft tätig war und den Raps nach Europa holte, seine Mutter war angeblich Pianistin und untermalte in Babelsberg Stummfilme.
Charles Wilp war von Anfang 1943 bis nach der Besetzung der Stadt Steinheim in Westfalen Schüler der dortigen Rektoratsschule (Mittelschule). Seine Mutter war eine Bauerntochter aus dem Dorf Entrup im Kreis Höxter. In Steinheim in Westfalen lebte er bei seiner Großtante (mütterlicherseits) mit Namen Thiet.

## Ausbildung und Werbekarriere
Nach der Schulzeit am Städtischen Gymnasium für Jungen Witten und als Jesuitenschüler von François Xavier in Vannes erfolgte der Besuch der Académie de la Grande Chaumière in Paris. Daran schloss Wilp ein Studium der Fächer Synästhesie, Publizistik, Kunst und „Wirkungspsychologie“ an der TH Aachen an.
Er fotografierte für Werbe-Kampagnen wie Puschkin („Wodka für harte Männer“, 1963), Stiebel Eltron, Pirelli und Volkswagen (VW-Käfer-Slogan: „Und läuft … und läuft … und läuft“). Wilp sagte, „Werbung gehört zum Produkt wie der elektrische Strom zur Glühbirne“. Er verstand diese als Vermittlung naturwissenschaftlicher Erkenntnisse. Daneben beriet er auch Politiker wie etwa Willy Brandt in Imagefragen.
2004 wurde Wilp in die Hall of Fame der deutschen Werbung aufgenommen.

## Raumfahrt und Kunst
1960 erklärte der Künstler Yves Klein ihn zum Prince of Space. Wilps Begeisterung für die Raumfahrt hatte auch Einfluss auf seine bekannteste Kampagne, 1968 für den Softdrink Afri-Cola mit dem Slogan: „Sexy-mini-super-flower-pop-op-cola – alles ist in Afri-Cola“.
Auf Anzeigenmotiven wurden zu dem Rap-artigen Slogan berühmte Models der 1960er wie Marianne Faithfull, Amanda Lear, Donna Summer, Marsha Hunt, Petula Clark hinter einer teilweise mit Dampfkondensat beschlagenen Glasscheibe abgebildet. Die Idee dazu war nach Wilps Angabe bei einem Besuch des Marshall Raumfahrtzentrum in Huntsville (Alabama) entstanden, wo die Saturn-V-Rakete damals gebaut wurde: Der in der Werkshalle gelagerte, tiefgekühlte, flüssige Sauerstoff führte zu Eisblumenbildung an den Fenstern der Umzugskabinen, hinter die Mitarbeiter Pin-up-Fotos der 60er-Beauties gehängt hatten.
Einen guten Überblick über das Schaffen von Wilp in und um Düsseldorf gibt der viersprachige Bildband Dazzledorf mit Fotos von Künstlern wie Ewald Mataré, Georges Mathieu, Yves Klein, Andy Warhol, Mel Ramos, Otto Piene, Heinz Mack, Günther Uecker, Joseph Beuys, Anatol Herzfeld sowie zahlreichen dokumentarischen Aufnahmen von Düsseldorf, der Kunstszene und dem gesellschaftlichen Leben der 1950er bis 1970er Jahre.
Wilp war an dem Verkaufserfolg nach der erfolgreichen Afri-Cola-Kampagne beteiligt und konnte damit seine Weltraum-Begeisterung weiter verfolgen. In den 1980er Jahren besuchte er das Sternenstädtchen bei Moskau, die Ausbildungsstätte der russischen Kosmonauten, und absolvierte dort erfolgreich das Programm zum „Raumflugtauglichkeitsschein“.
Zu einem Raumflug kam es nicht, jedoch arbeitete Wilp bei zahlreichen Parabelflügen an der Herstellung von Kunst in der Schwerelosigkeit – ein Konzept, das er auf den bei der Bemalung der Sixtinischen Kapelle auf dem Rücken hängend an der Decke schwebenden Michelangelo zurückführte. Seine Erfahrungen verarbeitete er in Collagen und verwendete dabei Material aus der Raumfahrt. Bill Gates erwarb eines von Wilps Weltraumkunstwerken.
Auf dem Dach seines Hauses in Düsseldorf-Wittlaer, Ortsteil Bockum, holte sich Wilp Inspirationen in einem UFO-förmigen Habitat. Hierbei handelte es sich um das im Jahr 1968 vom finnischen Architekten Matti Suuronen entwickelte Futuro. 1970 verpackte Christo die sogenannte fliegende Untertasse als „wrapped living space“ in einer Kunstaktion. 1993 flogen seine Kunstblätter während der D2-Mission mit ins All. – Als selbsternannter „ARTronaut“ beschäftigte er sich mit Kunst und Raumfahrt gleichzeitig.
Im Rahmen des Perry Rhodan WeltCon 2000 stellte Wilp vom 17. bis 19. Dezember 1999 einen Teil seiner Werke in der Rheingoldhalle in Mainz aus.
Wilp starb am 2. Januar 2005 in seinem Haus in Düsseldorf-Kaiserswerth an Krebs. Ein Teil seiner Fotos befindet sich heute im Bildarchiv Preußischer Kulturbesitz, Berlin.

## Ausstellungen

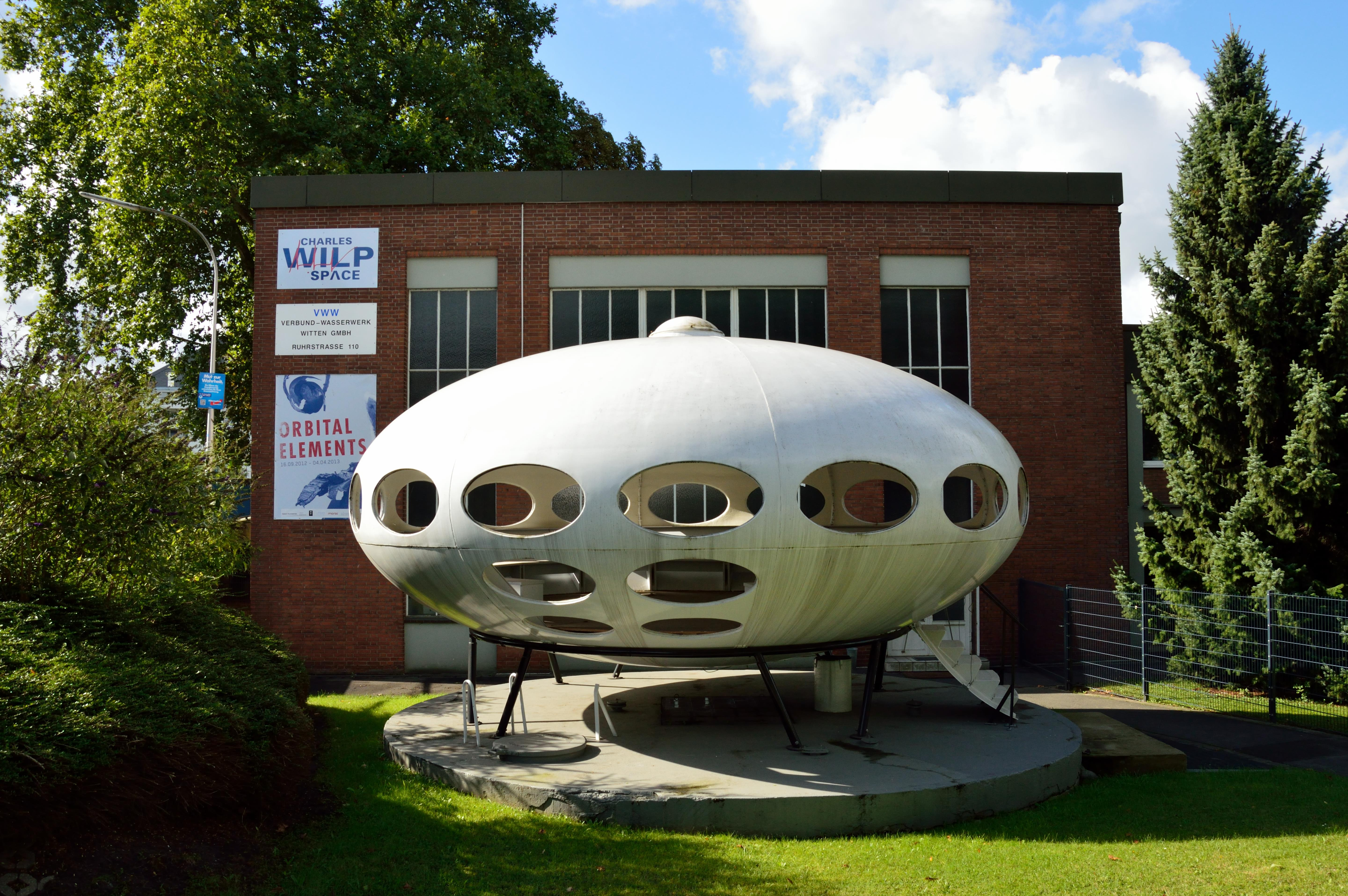
Futuro-Haus vor dem ehemaligen Charles Wilp Space in Witten

- 2008 wurde die Ausstellung Zero G. Der Artronaut Charles Wilp in der Hochschule für Bildende Künste Braunschweig eröffnet.[5] Kuratiert wurde sie von Marie-Luise Heuser, Annette Tietenberg und Ingrid Schmidt-Winkeler.[6] Begleitend zur Ausstellung fand die wissenschaftliche und interdisziplinäre Tagung Planetarische Perspektiven statt.[7] Die Beiträge wurden publiziert.[8]
- In der Vortragsreihe Kultur und Raumfahrt im Haus der Wissenschaft Braunschweig sprach 2010 der Direktor der Sonnensystemforschung der ESA/ESAC in Madrid und Manager der Rosetta Mission, Gerhard Schwehm, über Die Bedeutung der Kunst in der Raumfahrt - Charles Wilp.[9]
- 2008 fand in der Galerie Epson Kunstbetrieb eine Ausstellung seiner Werke statt.
- In seiner Geburtsstadt Witten wurde 2012 unter dem Namen Charles Wilp Space ein Museum mit seinen Werken in einem stillgelegten Pumphaus des örtlichen Wasserwerks eingerichtet. Äußerer Blickfang war ein Futuro, wie es Wilp in Düsseldorf nutzte. Das Museum wurde wenige Jahre später geschlossen und die Exponate an verschiedene internationale Museen verkauft und verliehen.

## Schriften
- Dazzledorf. Düsseldorf Vorort der Welt. 20 Jahre fotografiert. Fotografie und Text von Charles Wilp. Bildtexte deutsch, englisch, japanisch, arabisch. Dreieich, Melzer, o. J.
- Bundeskanzleramt. Vorgelegt von Charles Wilp. Inter Nationes, Bonn 1970.
- Wilp-Girl 70: Charles Wilp present 12 Playgirls aus 5 Kontinenten; Er-Kalender; Ein Bilderbuch mit Daten. Er-Verlag, Großhesselohe 1969.

## Werke
- Konsumrealismus, Documenta 5 in Kassel (Abteilung: Parallele Bildwelten: Werbung), 1972.
- Kunstblätter „Blick aus dem All“, 26. April bis 6. Mai 1993 in Oberpfaffenhofen (Weltraummission D2).

### CD
Musik zu Werbespots:
- Bunny, 1999, Ata Tak
- Michelangelo in Space (The Bunny Remixes), 2004, Ata Tak

## Filmdokumentation
- 1977: Der gelbe Wellenmacher. Charles Wilp. Produktion des Saarländischen Rundfunks/Fernsehen (45 Minuten), Buch und Regie: Klaus Peter Dencker.
- Monks – The Transatlantic Feedback. Dokumentarfilm u. a. über Wilps Zusammenarbeit mit der Avantgarde-Popgruppe The Monks, 2006.